# Orobanche picridis
Orobanche picridis là loài thực vật có hoa thuộc họ Cỏ chổi. Loài này được F.W.Schultz mô tả khoa học đầu tiên năm 1830.

## Hình ảnh

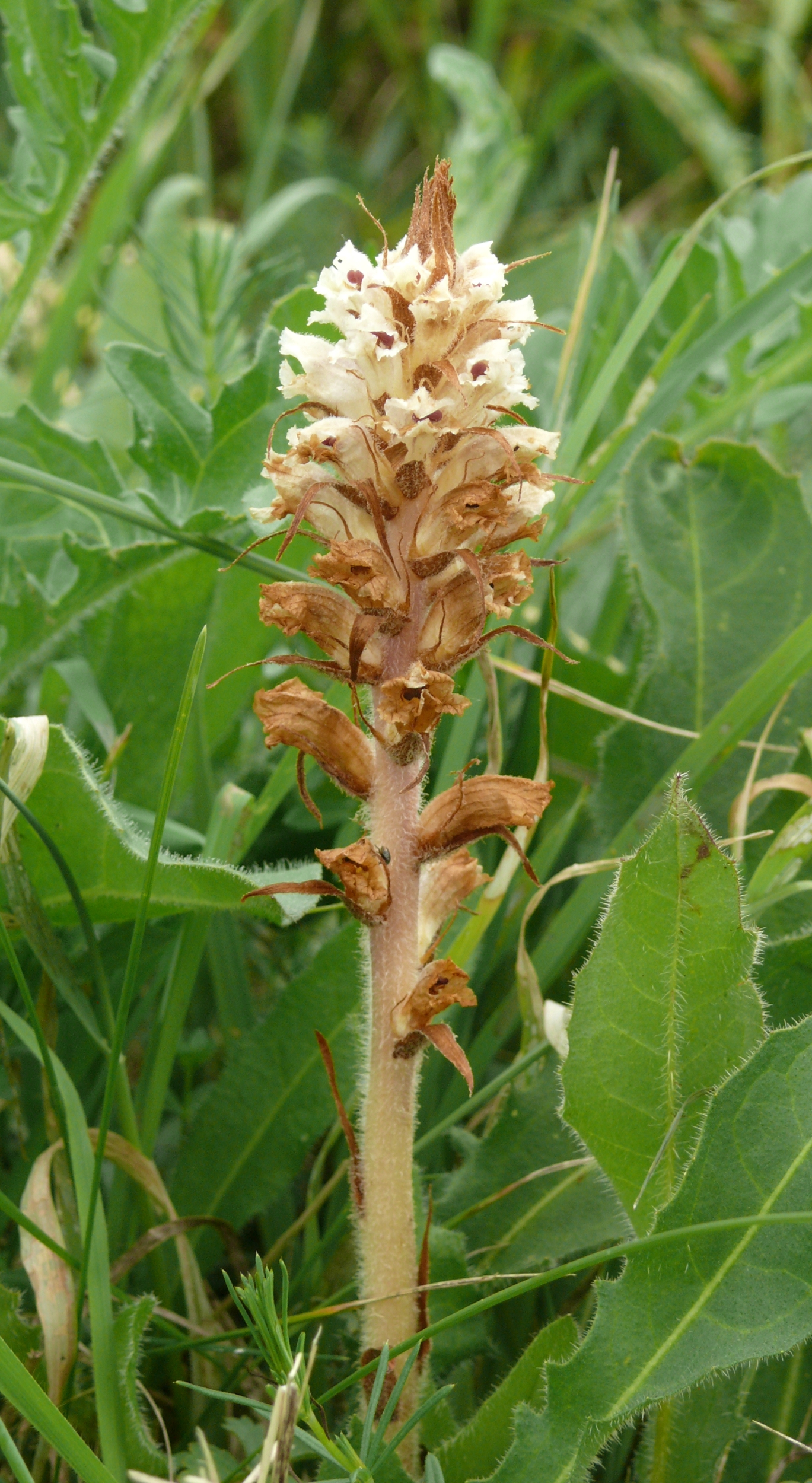
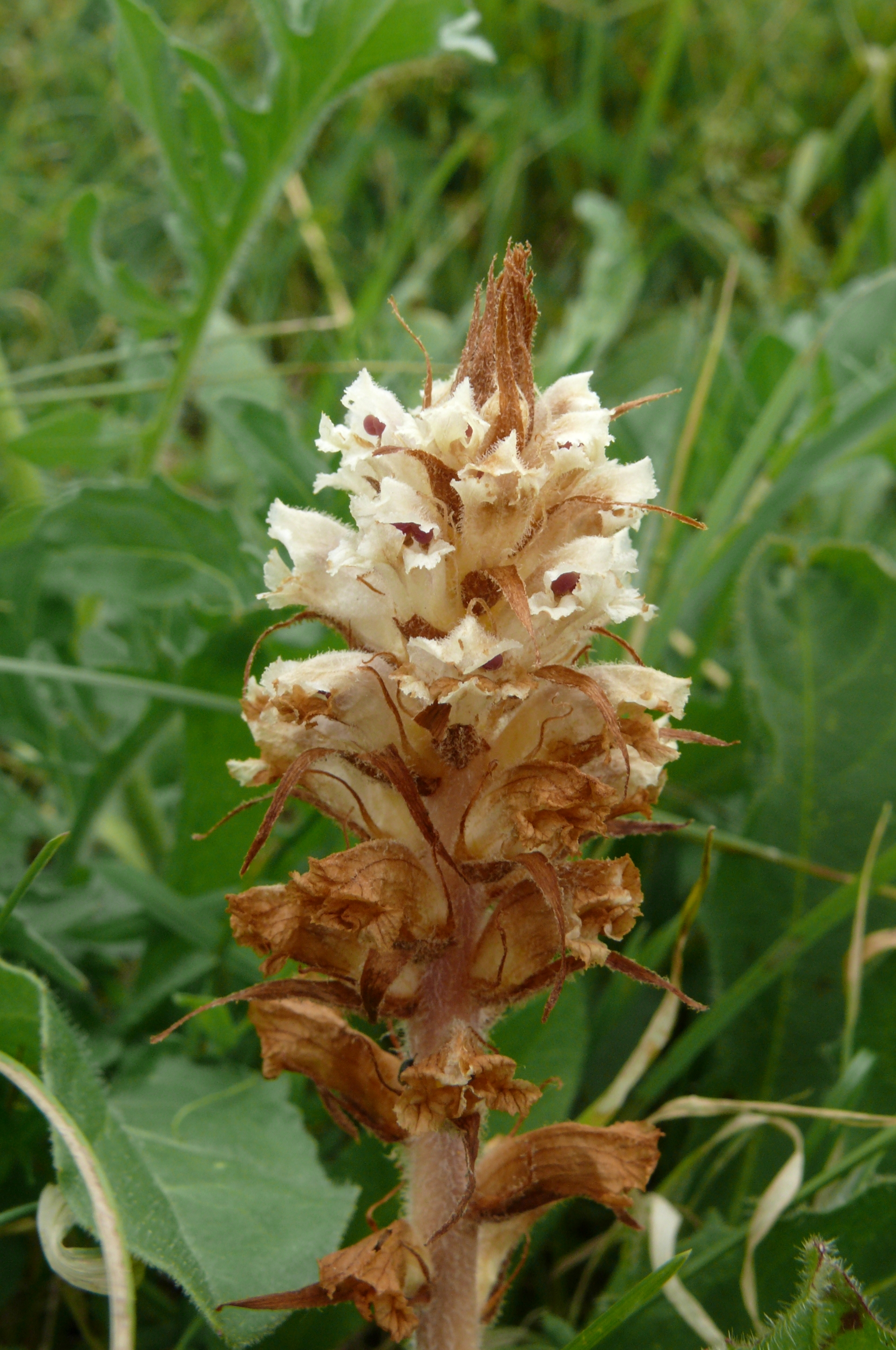